# Daniel Olaisen
Daniel Olaisen (ur. 13 października 1977 w Kristiansand), znany również jako Død – norweski muzyk, kompozytor i instrumentalista, a także producent muzyczny. Daniel Olaisen znany jest przede wszystkim z wieloletnich występów w grupie muzycznej Blood Red Throne. Muzyk współpracował ponadto z takimi zespołami jak: Cobolt 60, Scariot, Zerozonic oraz Trioxin. Jako muzyk koncertowy występował wraz z formacją Satyricon.